# Yeni Berenice Reynoso
Yeni Berenice Reynoso Gómez Luperón, Puerto Plata, 25 de octubre de 1980) es una abogada y docente dominicana que ostenta el cargo de procuradora general de la República Dominicana. Ocupó el cargo de Procuradora Fiscal del Distrito Judicial de Santiago desde septiembre de 2009 a diciembre de 2011. También fue fiscal del Distrito Nacional y procuradora general Regional del Distrito Nacional.
Fue titular de la Dirección General de Persecución del Ministerio Público desde 2020 hasta febrero de 2025. Durante su administración, llevó, junto a Wilson Camacho, a numerosos casos de corrupción que actualmente se encuentran en los tribunales de la República.Entre estos casos se encuentran Operación Calamar, Operación Antipulpo, Operación Medusa, Operación Falcón, entre otros.

## Formación académica
Yeni Berenice Reynoso Gómez obtuvo la licenciatura en Derecho de la Universidad Tecnológica de Santiago (UTESA) en 2002. Realizó un diplomado universitario en “Procedimiento Civil” en la Universidad Autónoma de Santo Domingo (UASD), octubre de 1996-junio de 1997. Además de una especialidad en Derecho Procesal y Derecho Constitucional, en la Universidad Nacional de Costa Rica; hizo una especialidad en feminicidio en el Centro de la Cooperación Española, en Antigua Guatemala; además de una especialidad en Investigación en International Law Enforcement Academy, y una especialidad en Derecho Penal y Procesal Penal en la Escuela Nacional del Ministerio Público y la Universidad APEC, entre otros tantos estudios.

## Trayectoria
Yeni Berenice Reynoso Gómez inició en la Cámara Penal de la Corte de apelación y en la Fiscalía  de Santiago como paralegal con apenas 17 años de edad. Su labor como fiscal inició en la ciudad de Santiago, ganando rápidamente fama de nunca perder un caso. Para  2005 ingresa a la Escuela Nacional del ministerio público, dando inicio a la carrera del Ministerio Público, donde obtuvo excelente en la valoración de su  calificación, resaltando como litigante, investigadora y conciliadora, cualidades por la cual  ocupó el puesto de control de calidad en la institución. En 2009 Yeni Berenice Reynoso fue designada como procuradora fiscal de Santiago, convirtiéndose en la  primera en alcanzar esta posición por méritos en una fiscalía.
En 1997 Reynoso Gómez ofreció sus servicios en la Oficina de Abogados Licenciado Bernabé Betances, en la ciudad de Santiago, Rep. Dom. Al año siguiente ocupó el puesto de recaudadora de Valores Tropical en el departamento Legal de Tricom, de la misma ciudad, al tiempo que ofrecía sus servicios en la Oficina de Abogados Fadul & Fadul de esta ciudad.
En 1999, Yeni Berenice Reynoso Gómez se desempeñó como abogada Asistente del procurador Fiscal de la Procuraduría Fiscal del Distrito Judicial de Santiago, República Dominicana el Lic. Abel Martínez Durán. Al siguiente año pasó a ser Abogada Ayudante del procurador Fiscal, bajo la misma autoridad. Concomitantemente y hasta 2003 Gómez de Patiño ejerció como abogada de derecho comercial, derecho civil, penal, responsabilidad penal y civil en la Oficina J. M. Cabral & Báez y Oficina Diná & Asociados hasta 2004.
En 2011 el Consejo Superior del Ministerio Público la asignó como procuradora fiscal del Distrito Nacional.
Se desempeñó como fiscal del Distrito Nacional hasta septiembre de 2018, mismo año en que El Consejo Superior del Ministerio Público (CSMP) la ascendió a procuradora general de corte de apelación, para ejercer en la Procuraduría Regional del Distrito Nacional, siendo esta posición la de más alta jerarquía dentro de la carrera del Ministerio Público.
Se ha desempeñado como maestra de la Escuela Nacional del Ministerio Público, en la materia de Procesamiento de Escena del Crimen y Cadena de Custodia. También ha sido profesora del Diplomado de Violencia de Género del CURSA UASD y tiene un programa de capacitación a los miembros de la Policía Nacional y la Dirección Nacional de Control de Droga (DNCD), es maestra en la Pontificia Universidad Católica Madre y Maestra (PUCMM) .
Estuvo directamente involucrada en la reforma de la ley de la Policía Nacional y la reforma del Derecho Procesal Penal. Como fiscal, desde los tribunales, es reconocida por litigar ella misma los casos considerados apropiado, contrario a pocos titulares que litigan en los tribunales, lo le que permitió participar en varios procesos judiciales famosos en la sociedad dominicana, vinculados a temas de corrupción, asesinato y violencia contra la mujer.
En marzo de 2019 estuvo dentro de la lista de los 79 preseleccionado para formar la Suprema Corte de Justicia.
La procuradora adjunta fue una de los procuradores que se opusieron a un concurso para elegir nuevos procuradores en el país, convocado por el exprocurador general. También fue una de las querellantes ante el Tribunal Superior Administrativo (más conocido como “TSA”), en la cual, junto a compañeros del ejercicio público, presentaron una demanda contra el Consejo Superior del Ministerio Público por violar las leyes y la Constitución del País. 
Luego de las Elecciones generales de la República Dominicana de 2020, movida por la pandemia COVID-19 al 5 de julio de 2020, la abogada aparece en varios listados como posible nueva Procuradora del PEPCA, Procuraduría Especializada de Persecución de la Corrupción Administrativa. De manera sorpresiva, el 16 de agosto de 2020, S.E.  Luis Abinader, Presidente Constitucional de la República Dominicana, la nombra Procuradora Adjunta del Ministerio Público (República Dominicana) junto a la Procuradora General Miriam Germán

## Reconocimientos
- En noviembre de 2018 Yeni Berenice Reynoso Gómez, fue homenajeada por la Fundación Vanessa, al entregarle una placa por la labor realizada en el Ministerio Público.[26]
- Ese mismo año Coo-Herrera le otorga un reconocimiento, junto a otras mujeres, por sus aportes a la sociedad dominicana.[27]